# Andrea Bontempi Martini
Andrea Bontempi Martini, le cardinal de Pérouse, est un cardinal italien né à Pérouse  en Ombrie, Italie, et décédé le 16 juillet 1390 à Recanati.

## Repères biographiques
Bontempi Martini est chanoine à Pérouse et administrateur du prieuré de S. Lucia à Florence. Il est élu évêque de Pérouse en 1353.
Bontempi est créé cardinal par le pape Urbain VI lors du consistoire du 18 septembre 1378.
Le cardinal Bontempi réalise le transfert de la tête et du bras de St. Ercolano, patron de la ville de Pérouse. Il est gouverneur de la Marche d'Ancône et légat des papes Urbain VI et Boniface IX dans le Picenum. Le cardinal Bontempi participe au conclave de 1389, lors duquel le pape Boniface IX est élu.